# Josiane Boulad-Ayoub
Pour les articles homonymes, voir Boulad et Ayoub.
Marie Josiane Boulad-Ayoub est professeure émérite de philosophie à l'Université du Québec à Montréal. Elle y est titulaire de la Chaire Unesco d'étude des fondements philosophiques
de la justice et de la société démocratique.

## Biographie
Elle est reconnue dans le monde entier pour sa contribution à l'étude des idéaux des Lumières. Elle s'est distinguée pour ses travaux dans les domaines de l'histoire des idées au XVIIIe siècle et de la théorie philosophique de portée plus générale.
Elle a été présidente de l'Association canadienne de philosophie et de la Société de philosophie du Québec.

## Publications

### Articles
- 2011 - Avant-propos, Corpus[1]
- 2011 - Le cosmopolitisme et l’idée de paix, Revue Horizon sociologique[2]
- 2012 - Osez confesser Dieu chez les philosophes, La Pensée[3]

### Livres
- 2018 - Utopies, fictions et satires politiques I : cycle de conférences[4]
- 2018 - Utopies, fictions et satires politiques II : cycle de conférences[4]

## Prix et distinctions
- 1995 - Membre de la Société royale du Canada
- 1999 - Prix Acfas André-Laurendeau[5]
- 1999 - Officier - Ordre national des Arts et Lettres
- 2000 - Bourse Killam
- 2009 - Prix d'excellence de l'enseignement, volet carrière de l'Université du Québec
- 2011 - Professeur émérite - UQAM
- 2012 - Médaille du jubilé de diamant de la reine Élisabeth II[6]
- 2015 -  Membre de l'Ordre du Canada[7]